# 구미버스
구미버스(龜尾-)는 경상북도 구미시의 시내버스 운영을 주업종으로 하는 회사이다. 2017년 7월 3일 음식점업을 주로 했던 주식회사 미나미야마를 합병하였다.

## 역사 및 현황
- 1979년 12월 24일 구미시 남통동에서 경북여객자동차(현.코리아와이드경북)에서 구미시내버스를 분리, 독립하여 설립하였다.
- 2007년 4월 20일 본사를 현 위치인 경상북도 구미시 선기로 135-8 (선주원남동)로 이전하였다.
- 2017년 7월 1일 서울특별시 중구 소파로 소재 프랜차이즈업을 운영하는 주식회사 미나미야마를 합병하였다.

## 운행 노선
시내/좌석/리무진 노선에는 모두 일선교통과 함께 공동 배차에 참여하고 있으며, 66개의 시내/좌석/리무진버스가 일선교통과 함께 2주 간격으로 순환하면서 배차에 참여하고 있다.

## 보유 차종

#### 현대자동차
- 현대 카운티
- 현대 뉴 슈퍼 에어로시티
- 현대 저상 뉴 슈퍼 에어로시티
- 현대 블루시티
- 현대 유니버스 스페이스 럭셔리

## 사진

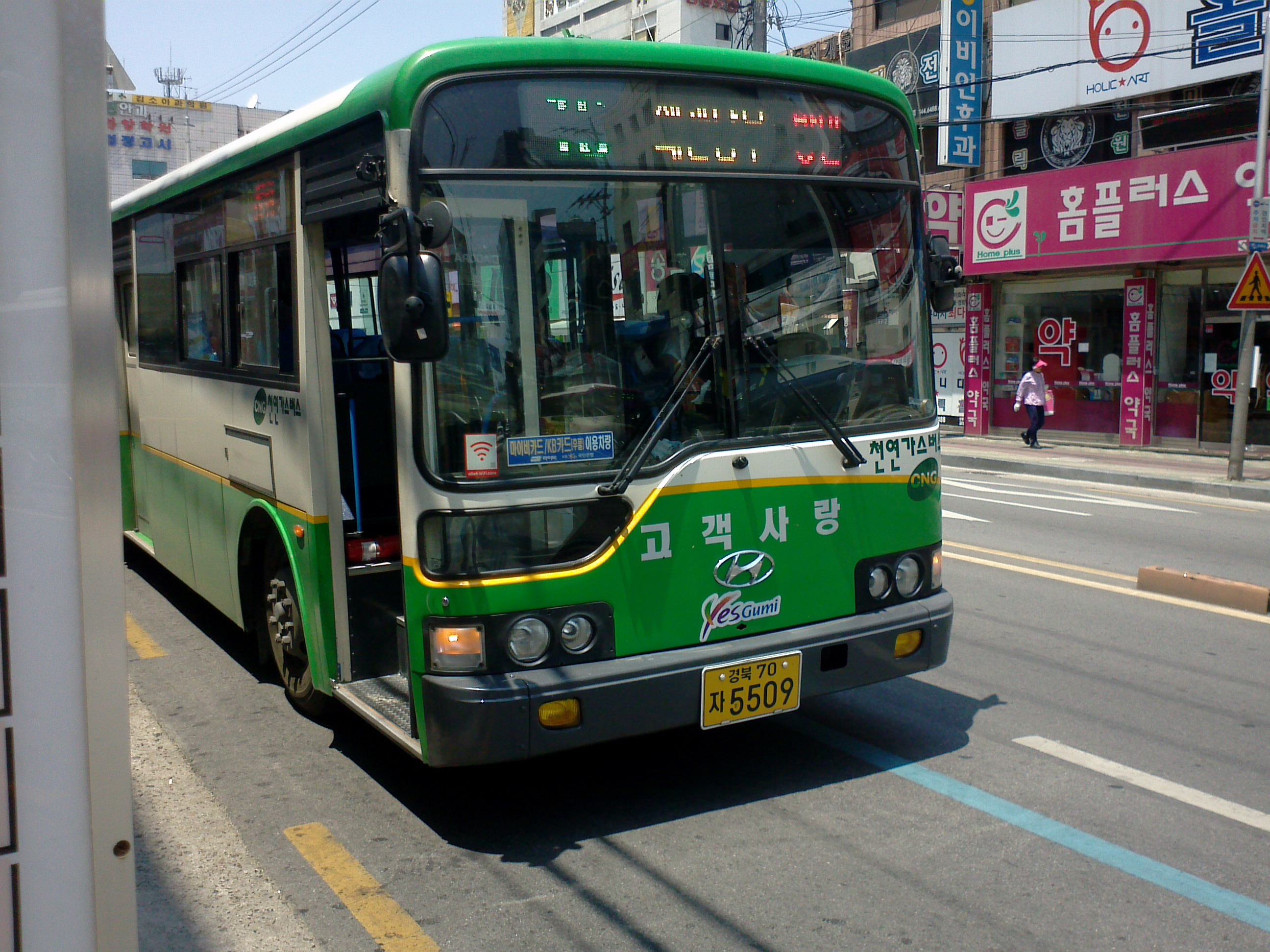
구미시내버스 10번